# Susan Hampshire
Susan Hampshire (Kensington, 12 de Maio de 1937) é uma actriz britânica, vencedora de diversos prémios na década de 1970, incluindo dois Emmy de melhor actriz em série dramática pelas séries The Forsyte Saga e The First Churchills e um de Melhor actriz em minissérie ou filme de televisão por Vanity Fair.

## Filmografia
- The Woman in the Hall (1947)
- Expresso Bongo (1958)
- Idol on Parade (1959)
- Upstairs and Downstairs (1959)
- During One Night (1960)
- The Long Shadow (1961)
- What Katy Did (BBC TV mini-série, 1962)
- The Andromeda Breakthrough (BBC TV mini-série,, 1962)
- Night Must Fall (1964)
- The Three Lives of Thomasina (1964)
- Wonderful Life (ouSwingers' Paradise, 1964)
- Time Tunnel (série, piloto 1966)
- Paris au mois d'août (1966)
- The Fighting Prince of Donegal (1966)
- The Trygon Factor (1966)
- The Forsyte Saga (BBC TV mini-série, 1967)
- The Violent Enemy (1967)
- Vanity Fair (BBC TV mini-série, 1967)
- The Lady Is a Liar (BBC TV play, 1968)
- An Ideal Husband (BBC TV play, 1969)
- Monte Carlo or Bust! (1969)
- The First Churchills (BBC TV mini-série, 1969)
- David Copperfield (1969)
- Malpertuis (1971)
- A Time for Loving (1972)
- Living Free (1972)
- Neither the Sea Nor the Sand (1972)
- Baffled! (filme de televisão, 1973)
- Le Fils (1973)
- Dr. Jekyll and Mr. Hyde (filme de televisão, 1973)
- No Encontré Rosas para mi Madre (The Lonely Woman) (1973)
- The Pallisers (BBC TV serial, 1974))
- Thriller (série, 1 episódio, 1975
- The Story of David (filme de televisão, 1976 )
- Bang! (1977)
- Dick Turpin (série, 1981)
- The Barchester Chronicles (BBC TV mini-série, 1982)
- Leaving (série, 1984-1985)
- Don't Tell Father (BBC TV series, 1992)
- The Grand (ITV series, 1997-1998)
- Coming Home (filme de televisão, 1998)
- Nancherrow (filme de televisão, 1999)
- Monarch of the Glen (BBC TV série, 2000-2005)
- Eve Buckingham (curta, 2001)
- Sparkling Cyanide (filme de televisão, 2003)
- The Royal (ITV series, 2 episódios 2009)
- Casualty (BBC TV series, 2 episódios 2011 e 2013 )
- Another Mother's Son (2016)